# Марьино (Невельский район)
Марьино - деревня в Невельском районе Псковской области, входящая в состав Ивановской волости, расположенная примерно в 4 километрах от административного центра города Невеля на берегу озера Воротно. Население - 21 человек (на 2000) и 28 человек на 2011. 